# Günther Schaefer (Maler)
Günther Schaefer (* 19. März 1954 in Ebern; † 14. Dezember 2023) war ein deutscher Maler und Fotograf.

## Leben
Schaefer wurde im fränkischen Ebern geboren. In Frankfurt am Main machte er eine Ausbildung zum Fotografen und Offsetdrucker. Danach arbeitete er als Werbefotograf in Deutschland und in den Vereinigten Staaten und trat insbesondere als Kunstfotograf in Erscheinung. Ab 1986 war er an mehr als 200 Einzel- und Gruppenausstellungen sowie Kunstaktionen beteiligt. Im Jahr 1989 zog Schaefer im Zuge der Wende und friedlichen Revolution in der DDR nach Berlin. Mit dem Gemälde Vaterland schuf er im März 1990 als einer der ersten Künstler ein Werk der heutigen East Side Gallery, das er wegen politisch motivierter und antisemitischer Schmierereien mehr als 60 Mal instand setzte. 1996 war Schaefer einer der Mitbegründer der Künstlerinitiative East Side Gallery. Er starb im Dezember 2023 im Alter von 69 Jahren.

## Publikationen
- Bilder aus zwei Jahrtausenden – von der Maueröffnung bis zur Gegenwart. Edition Art Infusion, Berlin 2006, ISBN 978-3-00-019082-7.
- mit Kathrin Greger: Berliner Mauer-Bilder. E. A. Seemann, Leipzig 2010, ISBN 978-3-86502-260-8.